# Assassin's Creed Rogue
Assassin's Creed: Rogue là tên một game phiêu lưu thế giới mở kết hợp với hành động ẩn nấp góc nhìn thứ ba được phát triển bởi Ubisoft Sofia và phát hành bởi Ubisoft. Phiên bản Rogue là phần thứ 7 trong series game Assassin's Creed, phiên bản này nối tiếp phiên bản Assassin's Creed IV: Black Flag, xảy ra trước phiên bản III (phát hành năm 2012) và có nhiệm vụ cuối cùng chính là phần mở đầu của bản Unity (phát hành năm 2014). Phiên bản Assassin' Creed: Rogue được cho là phiên bản cuối cùng được phát hành trên hai hệ máy là PS3,PS4 và Xbox 360 (Ubisoft thông báo rằng họ sẽ không phát triển dòng game trên hai hệ máy này nữa), trừ series game nhạc điệu Just Dance.Assassin's Creed: Rogue được phát hành trên hệ máy PS3 và Xbox 360 lần lượt vào tháng 11 và tháng 12 năm 2014, game được phát hành trên hệ máy PC vào ngày 10 tháng 3 năm 2015.
Bối cảnh game là vào giữa thế kỉ 18 khi đang xảy ra chiến tranh 7 năm và nhân vật chính là Shay Patrick Cormac - một sát thủ dòng đền phản bội hội sát thủ. Gameplay của phiên bản Rogue rất giống với phiên bản Black Flag; hệ thống di chuyển kết hợp giữa đi thuyền và đi bộ trên cạn với một vài tính năng mới.

## Lối chơi
Khía cạnh di chuyển và chiến đấu trên thủy đã được hãng phát triển ứng dụng từ bản Black Flag vào phiên bản Rogue, người chơi nhập vai Shay Patrick Cormac điều khiển con thuyền Morrigan - có khung gầm thấp hơn tiện cho việc di chuyển trên sông ngòi. Morrigan được trang bị thêm nhiều vũ khí thủy chiến như việc rải dầu trơn để sau đó đốt cháy và súng Puckle; bên cạnh đó quân địch trên tàu cũng có thể đổ bộ sang tàu Morrigan trong lúc giao tranh. Môi trường lạnh giá ở cực Bắc trong game cũng ảnh hưởng ít nhiều đến gameplay trên biển và việc khám phá ví dụ như con tàu Morrigan phải trang bị một mũi cắt băng để có thể di chuyển qua vùng biển bị đóng băng. Các nhiệm vụ dùng chuông lặn để khám phá kho báu không tồn tại trong phiên bản Rogue bởi nước biển ở cực Bắc quá lạnh và người chơi có thể bị chết nếu không lên bờ kịp thời.
Hãng phát triển cho phép người chơi sử dụng một loại vũ khí mới đó chính là súng hơi - một loại vũ khí dùng để hạ kẻ địch từ khoảng cách xa. Súng hơi có thể bắn ra nhiều loại đạn khác nhau (pháo, khí độc,...). Người chơi còn được trang bị súng phóng bom - cho phép bắn ra đạn gém và nhiều loại đạn khác. Hệ thống chiến đấu cận chiến cũng được sửa đổi chút ít với việc đòn đánh của kẻ địch có thể bị né tránh nhưng chỉ trong một khoảng thời gian - được cho là giống series game Batman: Arkham. Người chơi sở hữu tất cả các kĩ năng mà các sát thủ trước trong dòng game đều có (ưng nhãn - Eagle Vision, trà trộn vào đám đông, trốn trong bụi cây, thực hiện các pha ám sát từ trên không).Súng hơi của Cormac giờ đây có thể bắn ra được loại đạn hơi khí độc và nhân vật chính được trang bị một chiếc khẩu trang để đề phòng.
Phiên bản Rogue cũng cho phép người chơi thực hiện rất nhiều nhiệm vụ phụ và hoạt động khám phá (side missions and actitivies) - 1 điểm được cho là tương đồng với người tiền nhiệm Black Flag. Để phản ánh khía cạnh phản bội trong con người Shay Patrick Cormac, hãng sản xuất đã thêm vào các nhiệm vụ phụ liên quan đến việc ngăn chặn hoạt động của hội The Assassin (Assassin Interception Missions). Các nhiệm vụ phụ này có những nét tương đồng với các nhiệm vụ phụ ở các phiên bản trước chỉ khác ở chỗ thay đổi vai trò, giờ đây Cormac (một sát thủ dòng đền) sẽ chặn thư mật được vận chuyển từ một con chim bồ câu của hội Sát Thủ và giải cứu các đồng đội của mình trong hội khỏi việc bị ám sát bởi các sát thủ thuộc hội đối địch.
Nhân vật chính trong phiên bản Assassin's Creed: Rogue là Shay Patrick Cormac - một thanh niên 21 tuổi thuộc hội The Assassin nhưng khi sự nghiệp trở thành một sát thủ chuyên nghiệp mới chớm nở thì y đã nhanh chóng vỡ mộng và thất vọng với lý tưởng cũng như phương pháp của hội.Cormac dần hồi phản bội và thoát ly khỏi hội The Assassin sau một nhiệm vụ truy hồi mảnh táo Eden dẫn đến thảm họa động đất tại Tây Ban Nha.Về sau, Cormac gia nhập hội The Templar và tình nguyện trở thành một sát thủ chuyên truy lùng các thành viên của hội The Assassin sau khi thấy các chi nhánh cũng như đồng minh của hội The Assassin định lên kế hoạch khủng bố New York. Với tiềm lực và lực lượng dồi dào, Cormac trở mặt giết hại chính các đồng đội cũ của anh - gây nên hậu quả thảm khốc cho hội The Assassin ở khu vực Bắc Mỹ.Nhiệm vụ cuối cùng của Shay Patrick Cormac cũng chính là nhiệm vu đầu tiên của phiên bản Unity, Cormac giết hại Charles Dorian - bố của Arno Dorian (nhân vật chính trong phiên bản Unity). Các nhân vật khác xuất hiện trong game bao gồm Haytham Kenway - nhân vật phản diện chính trong bản III và cũng là trùm hội The Templar, chủ hội The Assassin ở Bắc Mỹ Achilles Davenport - thầy của nhân vật chính trong bản III Ratonhnhaké:ton, Adéwalé - thuyền phó của đại hải tặc Edward Kenway và là nhân vật chính trong phiên bản DLC Freedom Cry.

## Cốt truyện
Bối cảnh ở thời điểm hiện đại được cho là xảy ra một năm sau các sự kiện ở phiên bản Black Flag và một nhân vật vô danh mới đã được mời về để khám phá các ký ức về Shay Patrick Cormac. Trong quá trình khám phá các chuỗi ký ức về Cormac - một sát thủ dòng đền hoạt động trong thời kì chiến tranh 7 năm thì máy chủ của hãng Abstergo bị hỏng và toàn bộ các cơ sở đều bị phong tỏa.Melanie Lemay đã thuê người chơi vô danh để tiếp tục khám phá các ký ức về Cormac nhằm khôi phục máy chủ và quét dọn toàn bộ hệ thống.
Shay Patrick Cormac là một thành viên mới của hội The Assassin dẫn đầu bởi Achilles Davenport. Achilles nhìn thấy tiềm năng ở con người Cormac tuy nhiên tính cách ngông cuồng cũng như không vâng lời của y làm Achilles cảm thấy mệt mỏi. Nhận thấy rằng nếu giao cho Cormac một trọng trách quan trọng hơn trong hội The Assassin thì tính cách bốc đồng của anh ta có thể sẽ giảm bớt, Achilles ra lệnh cho Cormac đi truy hồi một "tế bào" của hội Templar đã được mã hóa bên trong một báu vật cổ có chứa địa điểm của các mảnh táo Eden (pieces of Eden) - một trong các thành tựu của Nền Văn Minh Đầu Tiên (The First Civilization) và thuộc về Những Người Đến Trước (Those Who Came Before). Báu vật này được cho là đã bị lấy cắp từ tay hội The Assassin và đã gây ra một trận động đất ở Haiti. Được sự giúp đỡ của Benjamin Franklin, Cormac đã tìm thấy nơi cất giấu báu vật này và được ra lệnh đến Lisbon nhằm truy hồi báu vật về.
Tuy nhiên, Cormac bắt đầu nghi vấn về động cơ của hội The Assassin khi mà họ từ chối giao tranh với The Templar qua một cuộc đối thoại cũng như không hứng thú gì trong việc triệt hạ một chỉ huy The Templar - Lawrence Washington. Nghi vấn của Cormac đạt đến đỉnh điểm sau khi y truy hồi được báu vật thì đã gây ra một trận động đất khủng khiếp ở Lisbon và gián tiếp phá hủy toàn bộ thành phố. Cormac dần nhận ra rằng vụ việc động đất lần này có nhiều nét tương đồng với vụ động đất từng xảy ra ở Haiti và cảm thấy kinh hãi khi hội The Assassin quyết định truy hồi các mảnh táo địa đàng Eden còn lại (theo Cormac là sẽ tiếp tục gây ra thảm họa đối nhân loại). Shay Patrick Cormac ăn cướp lấy một bản viết tay hướng dẫn về địa điểm các mảnh táo và tẩu thoát trong khi hội The Assassin tung quân ra truy đuổi y. Cormac chạy đến bờ vực thì đã thà nhảy xuống tự sát còn hơn là để bản thảo rơi vào tay hội Sát Thủ, y bị Louis-Joseph Gaultier de La Vérendrye bắn sau lưng nhưng vẫn nhầm lần là bạn thân Liam đã làm chuyện này.
Cormac sau khi rớt từ vực cao đã được một con thuyền cứu vớt và đưa đến New York. Khi hồi phục, Cormac sử dụng các kĩ năng của hội The Assassin để loại trừ các băng đảng tội phạm ở New York. Hành động này của Cormac đã thu hút được sự chú ý của nhà cầm quyền thành phố George Monro - người về sau đã cho Cormac một cơ hội để cùng nhau tái xây dựng thành phố. Nhận được ân huệ từ Monro, Cormac giúp đỡ quân đội Anh Quốc trong các chiến dịch chống lại quân đội Pháp - The Assassin đang giúp đỡ. Monro về sau tự nhận mình là một thành viên của hội The Templar và mặc dù nghi ngờ lòng trung thành cũng như quá khứ từng là một sát thủ của Cormac nhưng ông vãn cho Cormac một cơ hội để gia nhập hội Hiệp Sỹ Dòng Đền. Nhân vật chính đồng ý nhưng không lâu sau đó Monro đã chết trong một cuộc tấn công vào pháo đài của quân đội Anh. Sau cái chết của Monro, Cormac được Haytham Kenway làm lễ nhậm chức và chính thức gia nhập hội The Templar (lúc bấy giờ Haytham Kenway đang là chủ hội The Templar ở Bắc Mỹ).
Cormac cho Haytham biết rằng các mảnh táo địa đàng Eden không phải là vũ khí mà là công cụ để gắn kết Trái Đất và y thề rằng sẽ ngăn chặn các đồng minh cũ của hồi truy hồi các mảnh táo nhằm tránh gây ra một thảm họa động đất khác. Cormac trên con đường ngăn chặn các đồng đội cũ đã giết hầu hết các thành viên của hội The Assassin, chỉ còn lại Achilles và Liam. Biết được thông tin là Achilles và Liam đang trên đường đến một ngôi đền của Những Người Đến Trước (Those Who Came Before) để truy hồi một mảnh táo Eden, Cormac và Haytham Kenway ngay lập tức đuổi theo. Ở trong ngôi đền, Haytham và Cormac đối mặt với Achilles và Liam nhưng vì muốn tránh một cuộc đổ máu nên Achilles đã vô tình khiến Liam phá vỡ mảnh táo Eden - gây ra một trận động đất lớn khác. Trong khi Haytham truy đuổi Achilles thì Cormac và Liam đánh nhau trong đền; cuối cùng Cormac giết chết người bạn tha cũ của mình. Cormac đến kịp lúc và xin Haytham tha cho Achilles cũng như thề rằng sẽ ngăn chặn mọi cố gắng của hội Sát Thủ nhằm truy hồi mảnh táo Eden. Haytham vẫn bắn vào hai chân Achilles nhằm khiến y tàn phế như một biên pháp để phòng ngừa.
Với việc làm tàn phế Achilles, Haytham đã gần như diệt trừ hoàn toàn chi nhánh của hội The Assassin tại khu vực Bắc Mỹ tuy nhiên Achilles đã kịp đưa bản thảo dùng để truy tìm các mảnh táo cho các thành viên của hội The Assassin và Cormac được giao nhiệm vụ phải truy tìm bản thảo này. Sau hơn 20 năm tìm kiếm, Cormac đến Versailles giết chết Charles Dorian - bố của Arno Dorian (nhân vật chính trong bản Unity). Cormac lấy lại bản thảo và châm biếm Charles Dorian rằng trong khi cách mạng ở Mỹ sẽ chấm dứt ảnh hưởng của hội The Templar ở khu vực Bắc Mỹ thì một cuộc cách mạng khác sẽ mang lại rất nhiều hi vọng cho hội (cách mạng Pháp).
Ở thời điểm hiện tại, người chơi hoàn thiện ký ức của Cormac. Dưới sự hướng dẫn của Otso Berg - một thủ lĩnh của hội The Templar có kinh nghiệm, các thành viên của tập đoàn Abstergo đã tải trí nhớ của Cormac lên hệ thống mạng của hội The Assassin nhằm tìm hiểu xem Achilles đã tiến gần đến việc hủy diệt Trái Đất như thế nào. Kết quả hiện ra ngay tức thì và điều này đã làm cho hệ thống mạng của hội The Assassin xáo trộn - trong bản Unity người chơi sẽ thấy hội Sát Thủ trả đũa bằng cách hack vào hệ thống của Abstergo hủy hoại toàn bộ các mẫu vật của Những Người Đến Trước và làm một vài server bị hỏng hoàn toàn. Với công lao đã khám phá ra ký ức của Cormac, người chơi vô danh được tập đoàn Abstergo cho hai sự lựa chọn: một là chết và hai là tham gia đội ngũ Abstergo - The Templar thời hiện đại. Màn hình đen kịt trước khi người chơi vô danh đưa ra quyết định.

## Phát triển
Trước tháng 3 năm 2014, một phiên bản Assassin's Creed được biết dưới mật danh "Comet" đang được phát triển và dự kiến là trên hệ máy Playstation 3 cũng như Xbox 360. Cuối tháng 3 năm 2014, có thêm thông tin cho biết "Comet" sẽ có bối cảnh vào năm 1758 tại New York cũng như việc di chuyển bằng thuyền trên biển Đại Tây Dương. Phiên bản này sẽ nối tiếp phiên bản Black Flag và sẽ có một nhân vật chính tên là Shay Patrick Cormac. Haytham Kenway ở phiên bản III, Adewalé và Ah Tabai ở phiên bản Black Flag cũng sẽ xuất hiện.
Tựa game chính thức lộ diện vào ngày 5 tháng 8 năm 2014. Chủ nhiệm dự án game Martin Capel cho biết phiên bản Rogue sẽ là dấu chấm hết cho series game về khu vực Bắc Mỹ và nói rằng Rogue được làm ra nhằm phục vụ các fan - những người đã yêu cầu phải có một tựa game Assassin's Creed làm về hội The Templar.Tựa game được làm ra nhằm khuất lấp chỗ trống về cốt truyện giữa hai bản III và IV cũng như tạo ra một mối liên kết mật thiết đến các phiên bản trước.Ngoài studio Ubisoft Sofia thì Rogue còn được phát triển bởi các studio ở Singapore, Montreal, Quebec, Chengdu, Milan và Bucharest. Ubisoft còn cho biết rằng khi đang phát triển hãng đã mường tượng rằng phiên bản Rogue sẽ không có chế độ chơi nhiều người (multiplayer) nhưng sau khi đã được phát hành hãng cũng không thêm nhân vật nào khác để phục vụ chơi nhiều người (multiplayer).

## Đón nhận
Assassin's Creed: Rogue nhận được nhiều lời khen - chê lẫn lộn. Các website chấm điểm game lớn như GameRankings và Metacritic lần lượt chấm điểm phiên bản Rogue trên PS3 74.06% (dựa trên 32 phiếu) và 72/100 (dựa trên 53 phiếu); phiên bản trên Xbox 360 là 73.13% (dựa trên 27 phiếu) và 72/100 (dựa trên 32 phiếu); phiên bản trên PC là 69.75% (dựa trên 8 phiếu) và 74/100 (dựa trên 24 phiếu).
Ray Carsillo - làm việc cho tạp chí Electronic Gaming Monthly chấm điểm phiên bản Rogue 8.5/10; ông khen ngợi nhân vật chính, cốt truyện thú vị, nhiều vũ khí mới được đưa vào, thiết kế nhiệm vụ mới mẻ (yêu cầu người chơi phải ngăn chặn các nhiệm vụ ám sát thay vì phải đi ám sát như trước đây) và hệ thống chiến đấu được nâng cấp. Tuy nhiên Ray Carsillo chỉ trích tiến độ chậm chạp của cốt truyện, các lỗi thường xuyên xảy ra trong game, thiếu đi khả năng cuốn hút người chơi chơi lại và chế độ multiplayer. Ông kết luận lại rằng: "Phiên bản Rogue thú vị và đáng chơi hơn nhiều so với tôi dự kiến. Rogue đủ hay để ghi dấu ấn của mình trong series song song với việc liên kết cốt truyện của bản III và bản IV. Rogue trở thành một cái kết tuyệt vời cho chuyến phiêu của những sát thủ tại thuộc địa Bắc Mỹ ở thế kỉ 18".
Tạp chí game Eurogamer so sánh phiên bản Rogue với Revelations - một phiên bản AC dùng để gắn kết cốt truyện giữa các bản về Ezio Auditore với bản III, bởi vì Rogue tập trung khai thác và mở rộng các nhân vật cũng như cốt truyện của bản III - IV. Eurogamer cũng chỉ ra rằng mặc dù hệ thống chiến đấu, vũ khí và bối cảnh có phần giống các phiên bản trước (bối cảnh mở rộng thành phố New York ở bản III, hệ thống chiến đấu trên biển - nâng cấp các cửa hàng ở bản IV, dùng radar để phát hiện kẻ địch ở phần multiplayer của bản IV), phiên bản Rogue cũng đã mang đến nhiều sự mới mẻ với việc coi các thành viên của hội The Assassin là kẻ thù (tuy nhiên hệ thống chiến đấu vẫn quá giống các phiên bản trước và chưa thấy có sự thay đổi rõ rệt). Rogue cho người chơi một cảm giác "mới lạ" khi khám phá vùng biển ở cực Bắc. Tuy nhiên cốt truyện của game bị phê phán vì quá ngắn so với các phiên bản trước.
Nhà bình phẩm game Matt Miller - làm việc cho tạp chí Game Informer chấm Rogue 8.25/10.Ông khen ngợi hệ thống nhiệm vụ phụ, hoạt động khám phá và môi trường đa dạng; gameplay xuất sắc có thêm nhiều sự sửa đổi mặc dù vẫn quá tương đồng với các người tiền nhiệm trong series game. Matt Miller chỉ trích sự lặp lại và thiếu đa dạng của hệ thống chiến đấu cận chiến cũng như việc thiếu đi phần chơi multiplayer. Ông đánh giá về Assassin's Creed: Rogue "Rogue có một thế giới mở rộng lớn để khám phá mặc dù nó thiếu đi một cốt truyện sâu sắc (thiếu đi tính tiểu thuyết - lack of novelty), một gameplay đa dạng và cho phép những người chơi trung thành có thêm hiểu biết về dòng game". Daniel Bloodworth - làm việc cho tạp chí GameTrailers chấm điểm Rogue 7.2/10, khen ngợi các nhân vật ở các phiên bản trước được đưa trở lại, cảnh vật và môi trường trong game tuyệt vời cũng như các nhiệm vụ chặn phá thú vị; Daniel Bloodworth chỉ trích nhân vật chính dễ đoán trước và đần độn; các nhiệm vụ đầu game sơ sài; các trận đánh trùm (boss battles) tẻ nhạt cũng như rất nhiều lỗi. Ông đánh giá về phiên bản Rogue: "Rogue xét ở nhiều khía cạnh được coi là một bản mở rộng của Assassin's Creed: Black Flag tuy nhiên nó đã tạo ra được một chút khác biệt nhờ hoán đổi vai trò của các sát thủ - một cựu sát thủ săn tìm các đồng đội cũ của anh ta".
Daniel Krupa - làm việc cho website chuyên chấm điểm game IGN chấm điểm Rogue 6.8/10. Ông khen cốt truyện lôi cuốn, nhân vật chính có sự đa dạng và môi trường trong thế giới mở tuyệt vời nhưng cũng đồng thời chỉ trích sự đối kháng nhạt nhẽo của các nhân vật, nhiệm vụ phụ thiếu sự thú vị và không truyền được cảm hứng cho người chơi thực hiện chúng, thế giới mở trống rỗng, hệ thống chiến đấu và di chuyển gây nhiều phiền toái - điều mà Daniel Krupa cho rằng không có bất kì sự cải thiện nào. Ông cũng chỉ trích game vì không khuyến khích người chơi khám phá thế giới mở. Mark Walton - làm việc cho website Gamespot chấm điểm Rogue 6/10, chỉ trích cốt truyện quá dễ phán đoán, nhân vật chính không có gì đặc trưng, thiếu đi các nhiệm vụ thú vị cũng như cốt truyện khá mỏng - chưa đào sâu được vào gốc rễ. Ông còn cho rằng phiên bản Rogue giống như một bản DLC của Black Flag được tô điểm lên và chẳng làm được gì trong việc xúc tiến dòng game. Xav de Matos - làm việc blog chuyên đánh giá về game Joystiq chấm điểm game 6/10, phê bình Rogue chẳng đem lại gì mới mẻ cho series game; ông cho rằng: "Assassin's Creed Rogue thật ra là một nhân bản của Black Flag ở phương diện kỹ năng chiến đấu; nếu bạn có thể chấp nhận được một dòng game copy - paste đầy hung hăng thì Rogue sẽ đem lại những giây phút thú vị cho bạn".

## Doanh số bán ra
Vào ngày 31/12/2014, Ubisoft đã bán ra tổng cộng 10 triệu bản Rogue và Unity.